# Прапор Турківського району
Пра́пор Ту́рківського райо́ну — офіційний символ Турківського району Львівської області, затверджений 10 червня 2003 року рішенням сесії Турківської районної ради.

## Опис
Прапор являє собою прямокутне полотнище зі співвідношенням ширини до довжини 2:3, яке розділене вертикально на два рівновеликі поля — від древка жовте, на якому в центрі розміщено синю бойківську розеткою діаметром ½ ширини прапора; з вільного краю — зелене, на якому в центрі зображено жовту голову тура.